# Geschichte der Schrift

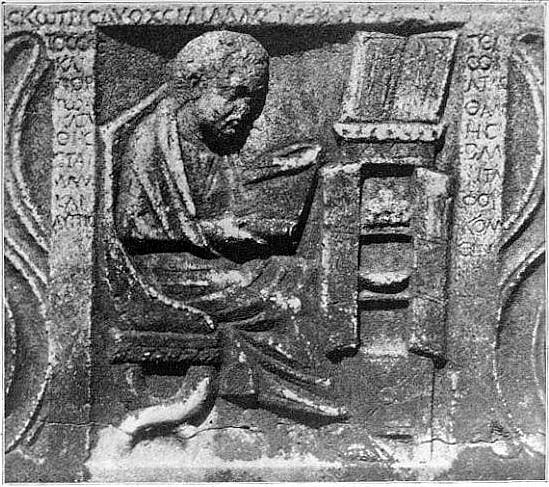
Ein Römer liest eine Schriftrolle - Von einem Sarkophag im Garten der Villa Balestra, Rom

Die Geschichte der Schrift umfasst viele unterschiedliche Schriften, die in verschiedenen Regionen der Welt entstanden sind (siehe Schriften der Welt). Einige Schriften haben sich über Jahrtausende verändert und zu den in der Gegenwart verwendeten Schriften weiterentwickelt.
Allgemein ist die Schrift ein Zeichensystem mit dem ein Schreiber, Schriftproduzent (Sender) eine Nachricht, mittels eines Mediums zeitlich und örtlich getrennten Lesern, Rezipienten (Empfängern) zugänglich machen kann. Die wesentliche Voraussetzung ist dabei, dass für den Empfänger das Zeichensystem dekodierbar ist.
Schriften lassen sich kategorisieren; so können zur groben Übersicht unterschieden werden:
- Piktographie oder Bilderschrift: Piktogramme (einfache Abbildungen) haben die Bedeutung des Dargestellten.
- Logographie oder Wortschrift: die meist bildhaften komplexen Grapheme entsprechen einzelnen Morphemen (Wörter, Begriffe, „Ideen“) der jeweiligen Sprache.
- Syllabographie oder Silbenschrift: suprasegmentale Grapheme bezeichnen Silben (Lautkombinationen) der jeweiligen Sprache.
- Alphabetschrift oder Buchstabenschrift: einzelne, segmentale Grapheme entsprechen Phonemen (einzelnen Lauten) der jeweiligen Sprache.

Dabei sind aber viele Schriften nicht direkt einer dieser Varianten zuordenbar, sondern sind Mischformen mit verschiedenen Anteilen.

## Die ältesten Schriften

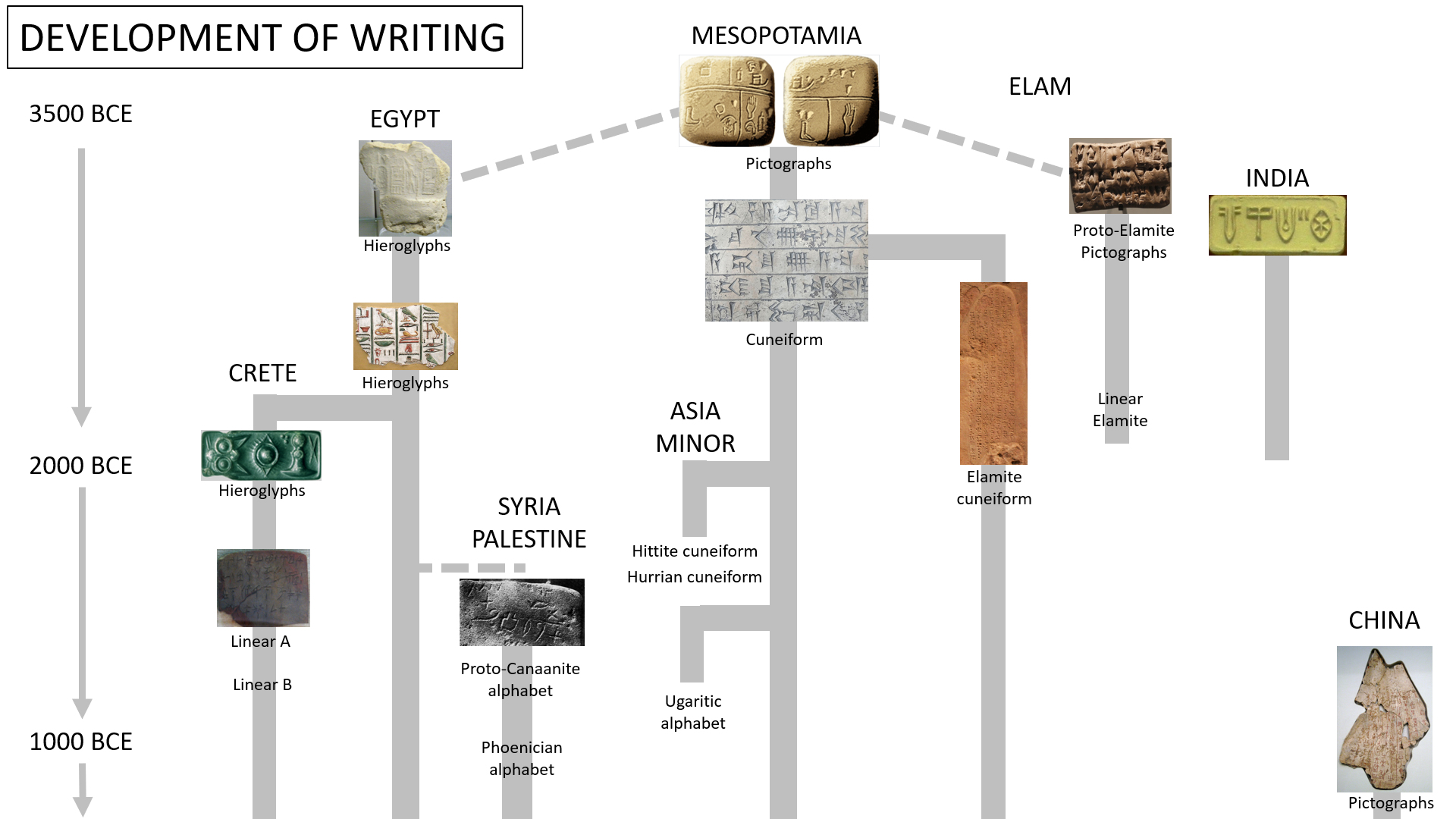
Rekonstruktion der Entwicklung des Schreibens ab ca. 3500 v. Chr. bis 1000 v. Chr. basierend auf der Hypothese, dass die sumerische Keilschrift im Vergleich zu den Ägyptischen Hieroglyphen die ältere Schriftform sei (vgl. Kretische Hieroglyphen, Luwische Hieroglyphen; Elamische Schriften, Indusschrift). Unklar ist die Stellung der Protosinaitischen Schrift als Vorläuferschrift aus der Hieratischen Schrift bzw. den Ägyptischen Hieroglyphen. Nicht berücksichtigt ist hier die außerhalb Eurasiens entstandene Maya-Schrift.

Die in Henan gefundenen chinesischen Zeichen, die auf ungefähr 6600 v. Chr. datiert und als Jiahu-Schrift gedeutet werden, werden von einigen Forschern als die älteste Schrift überhaupt angesehen. Dies ist jedoch recht umstritten, da diese Zeichen isoliert existieren, d. h. anscheinend ohne hochkulturellen Kontext.
Ähnliches gilt für die Vinča-Schrift in Südosteuropa.
Es handelt sich dabei um beschriftete Objekte aus Kulturstätten früher Siedlungen wie einerseits Skulpturen und Kulturgegenstände, die mit geometrischen Mustern verziert wurden. Eine eigene Gruppe von Gegenständen sind solche mit Sequenzen eingeritzter Zeichen, die als Inschriften erkennbar sind und nicht mit Ornamenten verwechselt werden können. Das würde bedeuten, dass die Verwendung der Schrift zeitlich betrachtet auf ca. 5500 v. Chr. datiert werden kann. Die Tontafeln von Tărtăria (Rumänien) können beispielsweise auf ca. 5300 v. Chr. datiert werden.
Im Bereich des Fruchtbaren Halbmondes sind die ersten allgemein anerkannten Schriftsysteme der Welt in einem Stadtstaat (ab dem 4. Jahrtausend v. Chr.) zu finden. Man nimmt heute an, dass die erste Schrift im alten Mesopotamien (Sumerische Sprache, Sumerer) mit der Buchführung ihren Anfang nahm.

## Altorientalische Schriften

### Mesopotamische Keilschrift

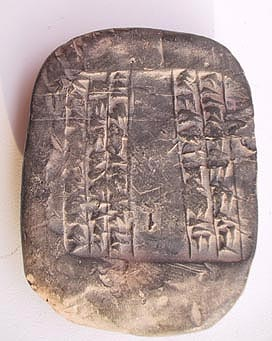
Replik einer Keilschrift-Tontafel

Im 4. Jahrtausend v. Chr. entwickelten sich in Mesopotamien, ein Gebiet zwischen Euphrat und Tigris, die ersten Stadtstaaten der Sumerer. Etwa um 3300 v. Chr. entstand zunächst eine Bilderschrift, bestehend aus rund 900 Piktogrammen und Ideogrammen, die in Ton geritzt wurden. In Uruk wurden ca. 2700 v. Chr. die ersten Tontafeln mit Keilschrift hergestellt. Diese ersten schriftlichen Aufzeichnungen waren in erster Linie landwirtschaftliche Listen und Tabellen, die als Gedächtnisstütze für die Buchführung und als Informationen über die soziale Verwaltung des Staates genutzt wurden (siehe Bibliothek in Mesopotamien). Durch die Aufzeichnungen wurde deutlich, dass die Sumerer sowohl Eigentumsurkunden wie auch ein Zahlensystem und Zahlungsmittel erfunden hatten und darüber hinaus Zinsen und Darlehen kannten.
Die Entwicklung der Keilschrift konnte über Abschriften auf jeweils einer Tontafel, die Tempelschüler bei ihren Lehrern machten, nachvollzogen werden. Anfänglich handelte es sich bei den verwendeten Zeichen um Piktogramme, um vereinfachte bildhafte Darstellungen eines Gegenstandes oder Wesens. In der Folge wurden mehrere dieser Zeichen miteinander verbunden, um einen komplexeren Gedankengang zu formulieren, die Geburtsstunde von Ideogrammen. Die Form der Keilschriftzeichen wurde schon sehr früh in Registern festgelegt.
Durch jahrhundertelange Weiterentwicklung und Veränderung hatten die Piktogramme um 2900 v. Chr. ihre ehemalige Funktion und ihren ursprünglichen Bezug verloren. Nun konnte ein einzelnes Zeichen je nach Sinnzusammenhang verschiedene Bedeutungen haben. Im nächsten Entwicklungsschritt wurde nur noch eine Bedeutung mit einem Zeichen in Verbindung gebracht. So entwickelten sich aus 1.500 Piktogrammen 600 Zeichen, die regelmäßig verwendet wurden. Mit der Zeit bezogen sich die verwendeten Zeichen immer mehr auf die Lautwerte der Wörter, die gesprochen wurden. Es wurden Schriftzeichen nach dem Rebus-Prinzip dargestellt: ein Zeichen stand nicht mehr für das dargestellte Objekt, sondern für ein ähnlich gesprochenes Wort (Logogramm). In Sumer entstand über lange Zeiträume hinweg eine Verlautlichung (Phonetisierung) der Zeichen. Um ein eindeutiges Lesen möglich zu machen, wurden Deutzeichen (Determinative) eingeführt, um die Zeichen nach Objektbedeutung und Lautbedeutung zu klassifizieren.
Die um 2350 v. Chr. beginnende Vorherrschaft der semitischen Akkader führte dazu, dass um 2000 v. Chr. nur noch Akkadisch gesprochen wurde. Die Keilschrift konnte nun sowohl Akkadisch als auch das alte Sumerisch darstellen, das inzwischen zu einer heiligen Sprache geworden war. Das Königreich Babylon (ab 1760 v. Chr.) und das Assyrer-Reich im Norden übernahmen ebenfalls die Keilschrift. Nun konnte alles in der Schrift festgehalten werden. Ein Briefwechsel zwischen den Völkern entstand, eine Einrichtung, die man heute als Post bezeichnen würde, und Umschläge aus Ton. Neben dem Rechnungswesen und anderen wichtigen Informationen wurden religiöse Hymnen, Wahrsagesprüche und Literatur (Mythen und Versdichtungen wie das Gilgamesch-Epos) aufgeschrieben. Es bildete sich der privilegierte Stand des Schreibers heraus, der durch seine Arbeit das Ansehen eines Aristokraten erlangen konnte. Im Staatswesen konnten Schreiber machtvolle Positionen besetzen, da Zugang zu einer Vielzahl an Informationen bestand. Schreiberschulen wurden eingerichtet, deren Disziplin und Strenge auch anhand von Hausaufgaben dokumentiert wird.
Die Verbreitung der Keilschrift verlief im Norden bis nach Armenien, wo Urartäisch gesprochen wurde, im Süden bis nach Palästina, wo Kanaanäisch die vorherrschende Sprache war.

#### Schriftmedien
Die vorherrschenden Schriftmedien in Mesopotamien waren zu dieser Zeit (3000 v. Chr. bis 500 v. Chr.) vor allem weicher Ton oder Stein, in dem die Schrift vor allem an Reliefs eingemeißelt wurde. Es werden aber auch Texte mit einem Stichel in Silberplatten geprägt. Zunächst wurde bei Ton ein spitzer Griffel verwendet, mit dem jedes Zeichen aus dem Ton herausgekratzt werden musste. Diese Methode wurde aufgegeben und ein Werkzeug mit stumpfem Ende eingeführt: der Keil in Form eines Schilfrohr- oder Holzgriffels. Dies war vor allem für längere Texte vorteilhaft.

### Elamische Strichschrift
Kurz nach der sumerischen Schrifterfindung findet man auch in Elam (im Südwesten des heutigen Iran) seit 3050 und bis 2800 v. Chr. eine eigene Bilderschrift, die der etwas älteren archaischen sumerischen aus Uruk sehr ähnlich ist und wie diese fast nur Wort- und Zahlzeichen verwendet. Hauptfundort ist Susa mit 1600 Tontafeln, vereinzelte Funde gibt es im ganzen südwestlichen, aber auch verstreut im östlichen Iran. Die Schrift konnte bisher nicht entziffert werden, doch gleichen die Tafeln in ihrer Struktur und wahrscheinlich auch im Inhalt den archaischen sumerischen Tafeln, die ausschließlich für Zwecke der Wirtschaftsverwaltung verwendet wurden. Die elamische Bilderschrift enthält etwa 1000 Zeichen, die in rund 5000 Varianten vorkommen.
Im 23. Jahrhundert v. Chr. entwickelten die Elamer eine eigenständige Silbenschrift, die wegen ihres linearen Duktus „Strichschrift“ oder „Linearschrift“ (englisch Linear Elamite) genannt wird. Erhaltene Texte in der elamischen Strichschrift sind spärlich und fast auf die Regierungszeit Puzur-Inšušinaks (Ende des 23. Jahrhunderts) beschränkt. Gefunden wurden bisher etwa 40 Stein- und Ziegelinschriften, eine auf einer Silbervase. Inhaltlich handelt es sich bei den Strichinschriften meist um Weihinschriften. Die Schrift besitzt als reine Silbenschrift nur 103 Zeichenformen, von denen 40 jeweils nur ein einziges Mal belegt sind (Wort-Silben-Schriften wie die mesopotamische Keilschrift benötigen einen wesentlich größeren Zeichenvorrat).

### Elamische Keilschrift
Parallel zur Strichschrift und vor allem nach 2200 v. Chr. setzte sich zunehmend die sumerisch-akkadische Keilschrift auch in Elam durch, die meisten Texte waren allerdings zunächst noch in akkadischer Sprache verfasst (die Schreiber waren möglicherweise Akkader). Die mesopotamische Keilschrift wurde dann – seit der mittelelamischen Zeit (1900–1100 v. Chr.) – von den Elamern zunehmend vereinfacht, indem sie die Anzahl der Zeichen reduzierten, meist einfache Zeichen mit möglichst wenig Keilen aussuchten, die Ideogramme weitgehend fallen ließen und sie durch eine fast rein phonetische Silbenschreibung ersetzten. Die Mehrdeutigkeit der mesopotamischen Zeichen wurde stark reduziert, für ein und dieselbe Silbe wurde in der Regel nur noch ein Zeichen verwendet. Somit gelang den Elamern die Schaffung einer eigenständigen, wesentlich einfacheren Form der Keilschrift, die allerdings die „Feinheiten“ der elamischen Phonetik (zum Beispiel Konsonantencluster, Verwendung von Doppelkonsonanten, Nasalierung u. a.) kaum adäquat wiedergeben konnte. Zur Zeit des altpersischen Reichs (etwa 550 bis 330 v. Chr.) hatte die elamische Keilschrift schließlich nur noch 132 Zeichen, darunter 27 Ideogramme und Determinative. Die graphischen Unterschiede zwischen den elamischen Keilzeichen und ihren – inzwischen meist identifizierten – mesopotamischen Vorgängern sind erheblich.

### Luwische Hieroglyphenschrift
In der Bronzezeit und in der Eisenzeit lebten in Kleinasien verschiedene indogermanische Bevölkerungsgruppen. Um 1600 v. Chr. entstand das Großkönigreich der Hethiter, das um 1200 v. Chr. zusammenbrach. Die Hethiter hatten die akkadische Keilschrift in einer nordsyrischen Ausführung übernommen. In dieser Schrift wurden auch Texte in anderen Sprachen festgehalten, so auch Luwisch. Als Luwier wird heute die Bevölkerung bezeichnet, die in Südostkleinasien und in Nordsyrien westlich des Euphrats lebte und Sprecher der luwischen Sprache war. Ein auffälliges Merkmal luwischer Keilschrifttexte ist die Plene-Schreibung gedehnter Vokale, dazu wird der Vokal in der Schrift wiederholt.
Neben der Keilschrift der Hethiter existierte aber auch noch eine eigenständige luwische Hieroglyphenschrift, die sich bis mindestens 2000 v. Chr. in Form von Beamtensiegeln zurückverfolgen lässt. Längere Hieroglypheninschriften entstanden im letzten Jahrhundert des hethitischen Reichs. Nach dessen Zusammenbruch verschwand die Keilschrift aus Kleinasien und die Verbreitung der luwischen Hieroglyphenschrift nahm zu. Auf dem Gebiet der Luwier haben sich vor allem monumentale Königsinschriften, aber auch auf Bleistreifen geschriebene Briefe erhalten. Die Schrift, die insgesamt rund 350 Zeichen umfasste und noch bis ca. 600 v. Chr. in Gebrauch war, bestand sowohl aus Logogrammen als auch aus Silbenzeichen, wobei sich zuerst die Logogramme und danach aus diesen die Silbenzeichen entwickelten.

### Persische Keilschrift
Die (alt)persische Keilschrift ist die jüngste und einfachste Form der Keilschrift. Das bekannteste Dokument dieser Schrift ist die dreisprachige sogenannte Behistun-Inschrift des Königs Darius I. (549–486 v. Chr.) auf einer Felswand in der Nähe des persischen Ortes Behistun. Darin behauptete Darius, der Erfinder dieser Schrift zu sein. Da die persische Keilschrift nicht die offizielle Schrift des Perserreichs war, war sie vermutlich auch eine bewusste Neuschöpfung. Sie bestand aus lediglich 41 Zeichen, davon waren 36 Phonogramme, 5 häufig gebrauchte Logogramme und 1 Trennungszeichen.

## Frühe Schriften im ägäischen Raum
Bereits in der ersten Hälfte des zweiten vorchristlichen Jahrtausends wurde auf Kreta die Linearschrift A gebraucht, die bis heute nur teilweise entziffert werden konnte, da bis heute ungeklärt ist, welche Sprache mit ihr aufgezeichnet wurde. Auf sie folgte die daraus entwickelte Linearschrift B, die vor allem vom 14. bis zum 12. Jahrhundert v. Chr. auf dem griechischen Festland und auf dem inzwischen durch die Mykener eroberten Kreta in Gebrauch war. Linear B ist wie Linear A vorwiegend eine Silbenschrift und konnte 1952 entziffert werden. Sie gibt eine alte Form des Griechischen (Mykenisches Griechisch) wieder. Die kyprische Schrift, die auf die mit Linear A verwandte kypro-minoische Schrift folgte, ist eine reine Silbenschrift und war auf Zypern vom 11. bis ins 3. Jahrhundert v. Chr. in Gebrauch.

## Altägyptische Schriften

### Hieroglyphenschrift

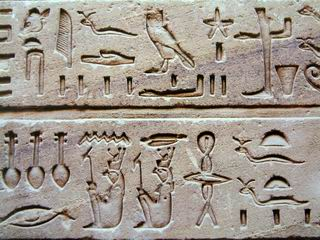
Ägyptische Hieroglyphen an einem Tempel

Die frühesten Funde ägyptischer Hieroglyphen stammen aus dem Zeitraum um 3200 v. Chr. Bis ca. 390 n. Chr. blieb die Schrift im Wesentlichen erhalten, die Anzahl der verwendeten Zeichen erhöhte sich aber von etwa 700 auf 5000.
Die Hieroglyphenschrift im Alten Ägypten hatte ursprünglich den Charakter einer reinen Bilderschrift. Im weiteren Verlauf gaben die einzelnen Zeichen die Lautung der gesprochenen Sprache wieder. Dadurch wurden mit ihrer Hilfe sowohl konkrete als auch abstrakte Realitäten darstellbar. Landwirtschaftliche und medizinische Texte wurden ebenso niedergeschrieben wie Texte zu Erziehungsfragen, Gebete, Legenden, Rechtstexte und verschiedenartige Literatur. Die Hieroglyphenschrift erlaubt eine enorme Vielfalt und Originalität, weil sie drei Arten von Zeichen enthält:
- Ideogramme: stilisierte Bildzeichen, die ganze Wörter oder Begriffe für Objekte und Lebewesen darstellen, die in spezieller Zeichenkombination aber auch Gedanken ausdrücken können,
- Phonogramme: oft dieselben Zeichen, die aber Laute kennzeichnen, und
- Determinative: Zeichen, die eine Unterscheidung zwischen Ideogrammen und Phonogrammen deutlich machen.

Die Hieroglyphen wurden von den Ägyptern als ein Geschenk der Götter und insofern als heilig betrachtet. Vermutlich daher rührt auch ihr Name aus griechisch hieros („heilig“) und glyphein („einmeißeln“). Entsprechend wurden die Götter dadurch verehrt, dass ihre heiligen Zeichen auf zahlreichen Grab- und Tempelwänden verewigt wurden. Die eigene Geschichte wurde aufgezeichnet, Königslisten, Hochzeiten und Schlachten niedergeschrieben, Verkaufs- und Eheverträge erstellt und eine Fülle an literarischen Werken angefertigt. Ein bekanntes Literaturdenkmal ist das Totenbuch der 19. Dynastie aus dem 13. Jahrhundert v. Chr. Außerdem entstanden geographische und naturwissenschaftliche Dokumente, Schriften über Pharmazie, Medizin, Weissagekunst, Magie, Kochkunst, Astronomie und Zeitmessung. Bereits im 3. Jahrtausend v. Chr. wurde statt des Mondkalenders der Sonnenkalender mit 365¼ Tagen pro Jahr eingeführt.
Die Schreiberzunft bildete zunehmend eine privilegierte Schicht innerhalb der Gesellschaft. Schreiber kontrollierten die Steuereinnahmen und die Ausbildung, was durch die Vielfalt der hieroglyphischen Zeichen sehr kompliziert war. Nur die begabtesten Schüler studierten bis in das Erwachsenenalter hinein. Diktate und Abschreibübungen waren dabei an der Tagesordnung. „Faule“ Schüler sollten durch körperliche Züchtigungen und sogar Gefängnisstrafen diszipliniert werden.

### Hieratische Schrift
Um schnelles Schreiben zu gewährleisten, verwendeten die Schreiber in Ägypten neben der aufwändigen Hieroglyphenschrift ab dem 3. Jahrtausend v. Chr. eine Kursivschrift, die auch hieratisch („priesterlich“) genannt wird und bis in die Mitte des 1. Jt. n. Chr. verwendet wurde. Geschrieben wurde sie mit einem Pflanzenstängel (Binse) und Rußtusche auf verschiedenen Materialien: Papyrus, Ostraka aus Kalkstein oder Ton, Leinen, Leder, stuckierte Holztafeln, Stelen, Grab- oder Tempelwände u. a. m. Es finden sich auch in Stein geritzte hieratische Texte.
Von Herodot wurde überliefert, dass die hieratische Schrift vorwiegend unter Priestern Verwendung fand. Sie besteht aus den gleichen Elementen wie die Hieroglyphen. Weil sie jedoch schnell geschrieben wurde, scheinen die Zeichen aber „ineinander zu fließen“ und es kam im Laufe der Zeit zu einer immer stärkeren Entfremdung von den ursprünglichen Bildern. Im Gegensatz zu den Hieroglyphen, deren Schreibrichtung variabel war, wurde die hieratische Schrift immer nur von rechts nach links geschrieben.

### Demotische Schrift
Die demotische Schrift, auch Volksschrift genannt, ist eine aus dem Hieratischen abgeleitete, noch flüssigere und übersichtlichere Kursivschrift. Sie wurde ebenfalls von rechts nach links geschrieben und ist schwierig zu lesen, da sie viele ähnliche Zeichen und Ligaturen enthält. Auch wandelte sich die anfängliche Form schnell und individuell. Die demotische Schrift fand von etwa 650 v. Chr. bis 450 n. Chr. Anwendung und wurde zur Gebrauchsschrift im Alten Ägypten.
Die demotische Schrift ähnelt im System der ägyptischen Hieroglyphenschrift. Es gibt Phonogramme (Ein- und Mehrkonsonantenzeichen), wobei – anders als bei den Hieroglyphen – einige der Einkonsonantenzeichen spezielle Formen am Wortanfang aufweisen. Auch können im Demotischen einige der Phonogramme für Vokale stehen, so insbesondere bei der Schreibung von Fremdwörtern. Man gebraucht dabei etwa den Konsonanten w auch zur Schreibung von u und o und den Konsonanten j auch zur Schreibung von i. Weiter gibt es Determinative sowie Wortzeichen, von denen viele durch Verschmelzung ursprünglicher Zeichenfolgen entstanden sind. In der Römerzeit verminderte sich jedoch durch den Gebrauch alphabetischer Zeichen das Zeicheninventar.

### Koptische Schrift
Seit dem 1. Jahrhundert n. Chr. wurden in Ägypten einige Texte auf Mittelägyptisch oder Demotisch in griechischer Buchstabenschrift verfasst, die als „altkoptische Schrift“ bekannt ist. Sie enthält demotische Zusatzbuchstaben für bestimmte, dem Griechischen fremde Laute.
Nach der Christianisierung Ägyptens im 3./4. Jahrhundert wurden die älteren ägyptischen Schriften, also die Hieroglyphen, das Hieratische und die demotische Schrift, vollständig aufgegeben und ägyptische Texte in koptischer Schrift verfasst. Seit das Koptische, die jüngste Form des Ägyptischen als Umgangssprache vom Arabischen verdrängt wurde, ist die koptische Schrift nur noch in der Koptisch-orthodoxen Kirche für liturgische Zwecke in Verwendung.

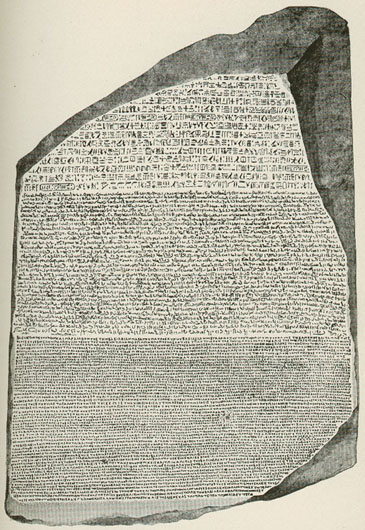
Stein von Rosetta

Mit der Entdeckung des Steins von Rosette bot sich die Möglichkeit, die in Vergessenheit geratenen altägyptischen Schriften entziffern zu können, da der eingemeißelte Text in drei parallelen Versionen abgefasst worden war: in Hieroglyphen, in Demotisch und in Griechisch. Erst 1822 entzifferte der Ägyptologe Jean-François Champollion die Hieroglyphenschrift und machte damit die Geschichte des Alten Ägypten zugänglich.

### Schriftmedien
Die Ägypter verwendeten als Schriftmedien Stein, Ton, aber auch Rollen aus Papyrus, Leder und Leinen, die sie kunstvoll mit kolorierten Bildern versahen. Die Werkzeuge von Schreibern waren
- ein meist hölzernes Etui mit mehreren Schreibrohren, die am Ende entweder flachgehämmert oder schräg geschnitten waren,
- eine Platte als Unterlage und zum Glätten des Papyrus,
- ein Fässchen mit schwarzer Tinte (aus Rußpulver und Wasser, als Bindemittel wurde Gummi arabicum verwendet),
- eines mit roter Tinte für Titel, Überschriften und Kapitelanfänge, sowie für Götternamen (aus Zinnoberpulver, einer Quecksilber-Schwefel-Verbindung oder aus Bleioxid)
- und ein Messer zum Schneiden des Papyrus.

Der längste erhaltene Papyrus misst 40 Meter. Tierhaut (Leder und Pergament) wurde vorwiegend für Texte von großer Bedeutung verwendet.

## Kuschitische Schriften
Vermutlich um 1080 v. Chr. (spätestens aber um 750 v. Chr.) bis zum 3. Jahrhundert bestand im heutigen Sudan das Reich von Kusch. Hauptstadt war zunächst Napata. Das Reich konnte auf eine starke Militärmacht und große Goldfunde aufbauen. Etwa 725 v. Chr. eroberte Kusch Ägypten und kuschitische Könige stellten dort die 25. ägyptische Pharaonen-Dynastie. Geschlagen von den Assyrern, mussten sich die Kuschiten 652 v. Chr. wieder aus Ägypten zurückziehen.
Ende des 5. Jahrhunderts v. Chr. scheint Kusch wieder erstarkt zu sein, die Hauptstadt war in der Zwischenzeit nach Meroe verlegt geworden. Inschriften der Herrscher wurden in ägyptischen Hieroglyphen und ägyptischer Sprache verfasst, doch die Kenntnisse dieser Schrift und Sprache gingen immer mehr verloren.

### Meroitische Schriften
Um 280 v. Chr. begann die meroitische Phase des Reiches von Kusch. Zur Wiedergabe der meroitischen Sprache, einer kuschitischen Sprache, entstand Ende des 3. Jahrhunderts v. Chr. die meroitische Schrift. Die Inschriften in meroitischer Schrift können heute transliteriert werden, viele Texte bleiben aber dennoch unverstanden, da die meroitische Sprache noch nicht entschlüsselt werden konnte.
Ähnlich wie die Schrift im benachbarten Ägypten liegt die meroitische Schrift in zwei Schriftarten vor:
- einer bildhaften Hieroglyphenschrift und
- einer auch „(meroitisch-)demotisch“ genannten Kursivschrift.

Es gibt keine systematischen Differenzen zwischen beiden Schriftarten, und ihre Zeichen sind direkt ineinander umsetzbar. Die Hieroglyphenschrift wurde vor allem für Tempelinschriften benutzt, ihre Zeichen ähneln deutlich ägyptischen Hieroglyphen und sind auch weitgehend von ihnen abgeleitet. Die Kursivschrift war die Alltagsschrift, wurde auch für Totenstelen und Opfertafeln bevorzugt und ist insgesamt auf viel mehr Texten belegt. Auch die Zeichen der Kursivschrift dürften auf (kursive) ägyptische Schriftzeichen zurückgehen.
Die meroitische Schrift ist jedoch im Gegensatz zu den altägyptischen Schriften eine Abugida, liegt also zwischen dem einer Buchstabenschrift und einer Silbenschrift:
Es gibt für jeden Konsonanten je ein Zeichen, das mit einem inhärenten Vokal, im Falle des Meroitischen das „a“, verknüpft ist. Soll ein anderer Vokal folgen, wird dies durch diakritische Zeichen angezeigt. Auf welche Weise Konsonanten ohne folgenden Vokal geschrieben wurden und ob es diese in der meroitischen Sprache überhaupt gab, ist umstritten.
Die meroitische Schrift besaß neben 23 Alphabetzeichen, einen Worttrenner (zwei oder drei übereinanderstehende Punkte), sowie (nur in der Kursivschrift belegt) eine Reihe von Zahlzeichen sowie einige wenige, selten vorkommende Symbole, vermutlich für Maßeinheiten, deren Funktion aber noch weitgehend ungedeutet ist. Die Werte der Zahlzeichen konnten erst 2009 aufgrund eines neu gefundenen Ostrakons abschließend geklärt werden.

## Semitische Alphabetschriften
Ein Alphabet ist die Gesamtheit der kleinsten Schriftzeichen bzw. Buchstaben einer Sprache oder mehrerer Sprachen in einer festgelegten Reihenfolge. Die Schriftzeichen einer Konsonantenschrift sind die Buchstaben eines Alphabets, die nur oder primär für Konsonanten verwendet werden. Konsonantenschriften werden vor allem in semitischen Sprachen benutzt, da deren Grundstruktur auf die Darstellung von Vokalen im Schriftbild verzichten kann, ohne Verständnisschwierigkeiten oder Mehrdeutigkeiten zu verursachen. Jeder Buchstabe eines semitischen Alphabets hat einen Namen (Aleph, Beth, Gimel, Daleth, …), der ursprünglich durch den Buchstaben stilisiert dargestellt wurde. Semitische Konsonantenschriften werden gewöhnlich von rechts nach links (linksläufig) geschrieben.

### Protosinaitische Schrift
Die bildhafte proto-kanaanäische oder protosinaitische Schrift („proto“ zur Unterscheidung von der jüngeren sogenannten sinaitischen Schrift) gilt als Vorläufer der phönizischen Schrift. Mit der Entdeckung der Wadi el-Hol-Inschriften, in der Nähe des Nils unweit von Luxor, ergeben sich Hinweise darauf, dass die protosinaitische Schrift aus dem alten Ägypten stammt. Ihre Entwicklung während der Bronzezeit basiert aber nur auf lückenhaften epigraphischen Beweisen. Vermutlich im 19. Jahrhundert v. Chr. entstand die Alphabetschrift als Übertragung komplizierterer ägyptischer Hieroglyphen in einfache Lautzeichen für kanaanäische Konsonanten. Eindeutige Belege für die protosinaitische Schrift finden sich erst für das 10. Jahrhundert v. Chr. mit dem Zusammenbruch der Bronzezeit und dem Aufstieg neuer semitischer Königreiche in der Levante.

### Ugaritische Schrift
Ab dem Ende des 14. Jahrhunderts oder dem Beginn des 13. Jahrhunderts v. Chr. war die ugaritische Schrift im Stadtstaat Ugarit im Nordwesten des heutigen Syrien bis zu dessen Untergang im frühen 12. Jahrhundert v. Chr. in Gebrauch. Sie ist formal eine Keilschrift, hat aber die Struktur eines Konsonantenalphabets. Es existieren mindestens zwei Ausprägungen der ugaritischen Schrift: Die Mehrzahl der Texte ist von links nach rechts (rechtsläufig) in der 30 Lautzeichen umfassenden Langform geschrieben. Die damit geschriebene ugaritische Sprache gehört zu den nordwestsemitischen Sprachen. Daneben gab es eine meist linksläufige Kurzform, die mutmaßlich für die Verschriftung einer anderen Sprache, etwa des Phönizischen bzw. eines Vorläufers, genutzt wurde.

### Phönizische Schrift
Der Ursprung der phönizischen Schrift ist bis heute ungeklärt, sie wurde spätestens im 11. Jahrhundert v. Chr. von den Phöniziern verwendet. Recht gut belegt ist allerdings die Ableitung der phönizischen Schrift von der protosinaitischen Schrift. Das phönizische Alphabet besteht aus 22 Konsonantenzeichen und weist die gleiche Alphabetordnung auf wie das ugaritische.
Die althebräische Schrift ist eine Variante der phönizischen Schrift und die älteste bekannte Schrift der althebräischen Sprache. Sie wurde wohl seit dem 10./9. Jahrhundert v. Chr. verwendet, kam jedoch ab dem 6. Jahrhundert v. Chr. zunehmend außer Gebrauch, trotzdem wurden noch im 3. Jahrhundert v. Chr. und später einige biblische und außerbiblische Texte in althebräischer Schrift geschrieben. Einige Buchstaben wurden später als Matres lectionis auch zur Andeutung von Vokalen genutzt. Bis heute wird die Bibel der Samaritaner, der Samaritanische Pentateuch, in der samaritanischen Schrift, einer weiterentwickelten Form der althebräischen Schrift, geschrieben.

### Aramäische Schrift
Im 8. Jahrhundert v. Chr. entwickelte sich im Land Aram, im heutigen Syrien, aus der phönizischen Schrift die aramäische Schrift, die sich nur in den Buchstabenformen von der phönizischen Schrift unterscheidet. Im 5./4. Jahrhundert v. Chr. wurde infolge der Ausdehnung des Perserreichs und nach Beendigung des babylonischen Exils der Israeliten Reichsaramäisch die Verwaltungssprache des Perserreichs und das aramäische Alphabet die allgemein verwendete Schrift nicht nur für das Aramäische selbst, sondern auch für andere Sprachen. Einige Bücher des Alten Testaments wurden in dieser Schrift verfasst.
Im 2. Jahrhundert n. Chr. wurde die althebräische Schrift von den Rabbinen als für heilige Texte unbrauchbar erklärt. An ihrer Stelle legten sie die bis heute im Hebräischen übliche aus dem jüdisch-aramäischen Duktus entwickelte hebräische Buchschrift oder Quadratschrift als kanonisch fest. So wurden die größten Teile des Alten Testaments in der auch als „eckiges Hebräisch“ bezeichneten hebräischen Schrift niedergeschrieben. Die ältesten Funde dieser Schrift gehen bis in das 7. Jahrhundert v. Chr. zurück. Die bekanntesten Schriftfragmente, die Schriftrollen vom Toten Meer aus Qumran, wurden in Hebräisch, Aramäisch und Griechisch verfasst.

## Europäische Alphabetschriften

### Griechische Schrift
Vermutlich im 10. Jahrhundert v. Chr. übernahmen die Griechen die phönizische Schrift (hauptsächlich über Kreta). Aufgrund der unterschiedlichen Rolle der Vokale bei semitischen und indoeuropäischen Sprachen wurden dabei nicht nur einige Buchstaben für von ihnen nicht benötigte Konsonanten verwendet, um mit diesen Vokale zu schreiben, sondern noch zusätzliche Zeichen dem Alphabet angehängt. Die Griechen verwendeten jedoch nahezu unverändert die semitischen Buchstabennamen.

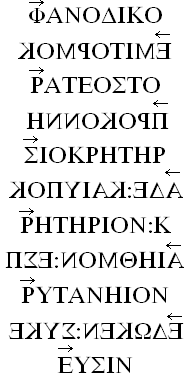
Griechischer Text in Form eines Bustrophedon: die Zeilen sind „furchenwendig“ angeordnet, die Schreibrichtung wechselt mit jeder Zeile.

Ursprünglich war die griechische Alphabetschrift ebenso wie die phönizische linksläufig, das heißt, es wurde von rechts nach links geschrieben. Danach wurde furchenwendig, das heißt, abwechselnd links- und rechtsläufig, geschrieben. Dabei wurde oft auch die Richtung der Zeichen umgedreht (siehe Grafik rechts). Daher gibt es keine Buchstaben unterschiedlicher Bedeutung, die Spiegelbild eines anderen Buchstabens sind. Erst später setzte sich die rechtsläufige Schreibrichtung durch.
Zunächst war die griechische Alphabetschrift keineswegs einheitlich, es bildeten sich lokale (sogenannte epichorische) Alphabete mit jeweils unterschiedlichen Zeichen. Ab dem 5. Jahrhundert v. Chr. begann sich die ionische Variante des griechischen Alphabets auch in anderen Städten durchzusetzen. In Athen wurde 403 v. Chr. das ionische Alphabet amtlich eingeführt. Es besaß einige zusätzliche Buchstaben, gleichzeitig wurden nicht mehr benötigte Buchstaben abgeschafft. Durch die Vormachtstellung Athens wurde das ionische Alphabet zum Standard und verdrängte nach und nach die anderen Varianten des griechischen Alphabets.
Bis ins 9. Jahrhundert n. Chr. gab es nur die heutigen Großbuchstaben, die ohne Wortzwischenräume oder Satzzeichen geschrieben wurden (scriptio continua).

### Lateinische Schrift
Die lateinische Schrift ist ursprünglich das von den Römern zur Schreibung der lateinischen Sprache verwendete Alphabet und stammt vom etruskischen Alphabet ab, das wiederum sich aus einem westgriechischen Alphabet entwickelt hatte. Die Römer übernahmen zunächst 21 Buchstaben, verwendeten allerdings kürzere Buchstabennamen (ā, bē, cē usw.). Zur Zeit des klassischen Lateins und in der Spätantike bestand das Alphabet aus 23 Buchstaben. Die Zahl von 26 Buchstaben wurde erst in der Renaissance erreicht.
Nach der Christianisierung Irlands im 5. Jahrhundert n. Chr. schrieben Mönche in den Klöstern lateinische Texte ab. Die Schreiber versuchten, den Lesern das Verstehen und Vorlesen eines liturgischen Textes in der Fremdsprache zu erleichtern und fügten deshalb Wortzwischenräume (Spatium) ein und benutzten Satzzeichen wie Punkt und Komma. Die Angelsachsen übernahmen diese Prinzipien von Wortzwischenräumen und Zeichensetzung, durch die Berufung des Gelehrten Alcuin von York kamen sie an den karolingischen Hof. Die abendländische Einheitsschrift des frühen Mittelalters geht auf Karl den Großen zurück. Er, selbst kaum des Schreibens mächtig, versuchte durch die Förderung der Karolingischen Minuskel den kulturellen Verfall aufzuhalten und an die Bildungstraditionen der Antike anzuschließen. Die Unterscheidung zwischen Groß- und Kleinbuchstaben (Majuskeln und Minuskeln) kam erst mit der Renaissance auf. Die Humanisten suchten nach einer leicht lesbaren Schrift und entwickelten aus der karolingischen Minuskel die Renaissance-Antiqua und die humanistische Kursive (siehe Schriftreform in der Renaissance).
Besonderheiten, die sich in der lateinischen Schrift herausbildeten, wurden nach und nach von anderen Schriftsystemen übernommen. Abstände zwischen den einzelnen Wörtern gibt es aber zum Beispiel im Chinesischen und vielen anderen Schriften bis heute nicht.
Siehe auch: Capitalis, Unziale, Textura, Fraktur, Antiqua

### Runenschrift
Etwa im 2. Jahrhundert n. Chr. entstanden in Nordeuropa die von den Germanen genutzten Runen als Adaption der in Südeuropa genutzten Schriften. Sie wurden in Holz, Knochen und Metall geritzt sowie in Stein (Runensteinen) eingemeißelt. Die älteste Runenreihe, deren Zeichen mit dem Kamm von Vimose seit 150 n. Chr. erstmals sicher nachweisbar sind, hat 24 verschiedene Zeichen. Diese Runenreihe, deren älteste erhaltene vollständige Übersicht von etwa 400 n. Chr. stammt (Kylverstein), wird gemäß der Aneinanderreihung der sechs Anfangsbuchstaben Futhark genannt. In den späteren Jahrhunderten wurden auf Grundlage des 24er Futharks regional weitere Runenreihen mit jeweils einer anderen Zeichenanzahl und teilweise anderen Zeichen entwickelt. Runen kamen im Zuge der Christianisierung der Germanen außer Gebrauch.

### Ogham-Schrift
Die Ogham- oder (altirisch) Ogam-Schrift (irisch ['oɣam]) wurde in Irland und einigen westlichen Teilen Britanniens bzw. Schottlands (schottisch-gälisch Oghum) vorwiegend vom 5. bis 7. Jahrhundert dazu benutzt, an den Kanten von Steinen (Oghamsteinen) oder auf anderem Trägermaterial kurze Texte, in den meisten Fällen Personennamen, anzubringen.

### Glagolitische Schrift
Um das Jahr 863 sollten von zwei Gelehrten, den Brüdern Konstantinos (827–869) und Methodios (815?–885), im Auftrag des byzantinischen Kaisers zur Vorbereitung der moravisch-pannonischen Slawenmission Kirchenbücher ins Slawische übersetzt werden. Zu diesem Zweck entwickelte Konstantinos eine neue Schrift, die (später) sogenannte glagolitische Schrift. 
Als um 893 in Bulgarien auf der Basis der griechischen Majuskeln unter Heranziehung spezifisch slawischer Elemente der eine neue slawische Schrift geschaffen wurde, erhielt diese in Erinnerung an den Klosternamen des Konstantinos (Kyrill) fälschlich den Namen kyrillische Schrift.
Siehe auch: Kirchenslawisch, slawische Sprachen, russische Sprache, belarussische Sprache, ukrainische Sprache, serbische Sprache

### Altungarische Schrift
Die altungarische Schrift wurde im Frühmittelalter vor Einführung der lateinischen Schrift zur Verschriftung des Ungarischen verwendet. Wegen ihres Aussehens wird sie gelegentlich auch als „ungarische Runen“ bezeichnet, es besteht jedoch keine Verbindung zu den germanischen Runen. Sie verläuft von rechts nach links und ist möglicherweise mit der alttürkischen Schrift verwandt, die ihre Wurzeln wie die meisten europäischen und westasiatischen Alphabete in der phönizischen Schrift hat.

## Indische Schriften

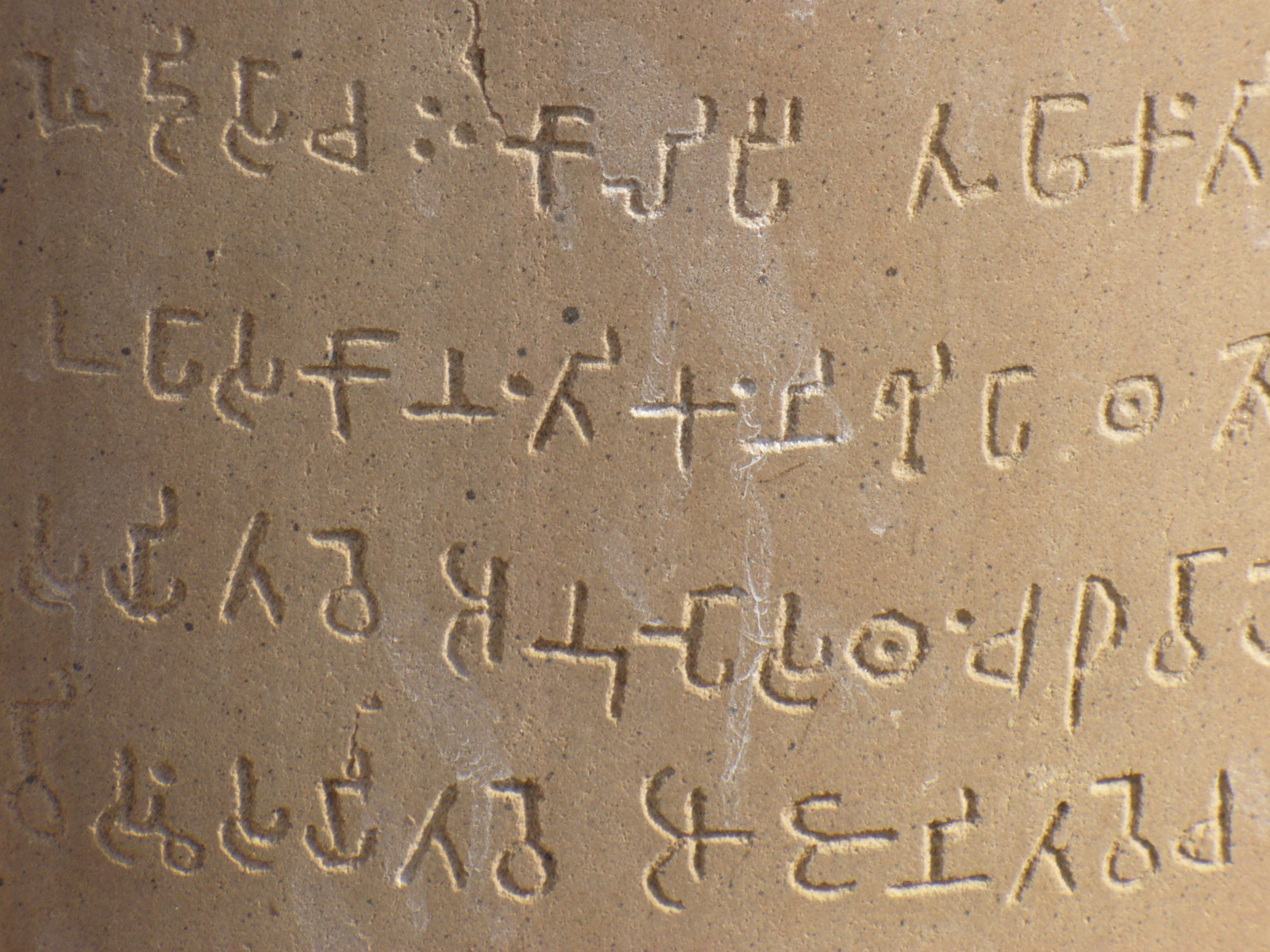
Brahmi-Schrift auf einer Ashoka-Säule (ca. 250 v. Chr.)

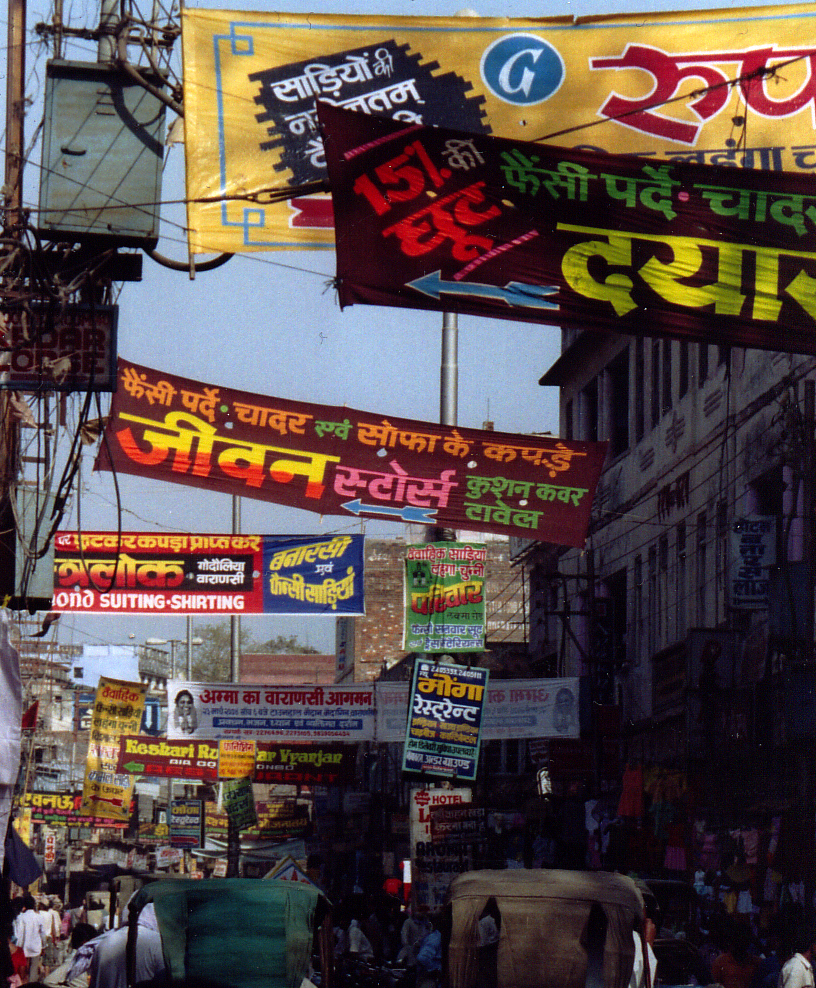
Devanagari-Transparente in der indischen Stadt Varanasi

Alle indischen Schriften haben einen gemeinsamen Ursprung und leiten sich von phönizisch/aramäischen Alphabeten ab.
Ausgehend von der altindischen Brahmi-Schrift, die um 250 v. Chr. entwickelt wurde, bildeten sich in der gesamten Region ein bestimmter Typus von Buchstabenschrift heraus (Abugidas). Die bekannteste dieser Schriften ist die indische Devanagari-Schrift (Deva = Gott, Nagari = Stadt). Eine Gemeinsamkeit dieser Schriften besteht darin, dass die Buchstaben nicht streng nach der gesprochenen Reihenfolge angeordnet, sondern segmental nach Silben gruppiert werden, weswegen sie manchmal fälschlich als Silbenschrift bezeichnet werden. Bei allen ist jedes Konsonantenzeichen mit einem inhärenten Vokal, meist „a“, verknüpft. Soll ein anderer Vokal folgen, wird dies durch diakritische Zeichen über, unter oder neben der Silbe angezeigt.
Welche Schriftformen entwickelt wurden, hing auch vom verwendeten Schreibmaterial ab: In Nordindien wurde auf Birkenrinden geritzt, deshalb bestanden hier die Schriftzeichen aus geraden Linien, hingegen würde eine solche Technik die in Südindien verwendeten Palmblätter spalten. Die südindischen Schriften haben deshalb ein „kringeliges“ Erscheinungsbild, während die nordindischen Schriften kantiger sind und alle Silben aussehen, als seien sie „auf einer Wäscheleine aufgehängt“. In Nordindien werden Devanagari, die bengalische Schrift, Gurmukhi und die Gujarati-Schrift verwendet, in Südindien die Tamilische Schrift, die Malayalam-Schrift, die Telugu-Schrift und die Kannada-Schrift.
Aus den südindischen Schriften abgeleitet sind die südostasiatischen Schriften wie die birmanische Schrift, die im Wesentlichen aus Kreisen besteht.

## Chinesische Schrift
Im 2. Jahrtausend v. Chr. entstand die chinesische Schrift. Die ältesten bisher gefundenen chinesischen Schriftzeichen sind sogenannte Orakelknochen aus der Zeit um 1400 v. Chr. Mitte des ersten vorchristlichen Jahrtausends entwickelte sich daraus eine den gesamten Sprachumfang darstellende Schrift, die zwischen 200 v. Chr. und 200 n. Chr. in das klassische Ordnungssystem gebracht wurde. Diese klassischen Zeichen sind im Wesentlichen noch heute gebräuchlich.

Orakelknochen aus der Regierungszeit von König Wu Ding (späte Shang-Dynastie), um 1200 v. Chr.

Die ersten in China verwendeten Zeichen sind Piktogramme. Eine vollständige Abstraktion von den Piktogrammen, wie in anderen Schriften, hat in der chinesischen Schrift nicht stattgefunden. Heute noch sind manche der ursprünglichen Bildzeichen in dieser Schrift erkennbar.
Im 20. Jahrhundert wurden bei der Schriftreform in der Volksrepublik China vereinfachte Kurzzeichen zusammengefasst und normiert, die sich seit Jahrhunderten in verschiedenen Handschriften etabliert hatten.
Die Chinesen verwenden Pinsel und schwarze und rote Tusche, um ihre Schriftzeichen auf Papier und Seide zu kalligraphieren. Siegelabdrücke waren schon lange vor dem 14. Jahrhundert bekannt.

## Japanische und koreanische Schriften
Die chinesische Schrift verbreitete sich nach Korea und von dort aus nach Japan, beides Länder mit völlig anders gearteten Sprachen. Während es sich bei Chinesisch um eine isolierende Sprache handelt, bei der jedes Wort in jedem Zusammenhang unverändert bleibt, sind Koreanisch und Japanisch agglutinierende Sprachen, bei denen Endungen und Partikeln eine große Bedeutung haben. Diese Adaption führte dazu, dass sich in Japan zwei Silbenalphabete herausbildeten, die sogenannte Morenschrift. Katakana für Fremdwörter (zunächst in buddhistischen Texten) und Hiragana für japanische Partikeln. In Korea führte 1446 der König Sejong eine Alphabetschrift ein, die heute die chinesischen Schriftzeichen fast verdrängt hat. Die koreanische Schrift (Hangeul) ist eine Buchstabenschrift der besonderen Art: Sie ahmt die quadratische Form der chinesischen Schriftzeichen nach, gibt aber sämtliche Laute der koreanischen Sprache wieder. Außerdem führte in beiden Ländern die Übernahme der fremden Schrift dazu, dass für die meisten Zeichen die ursprüngliche Aussprache der koreanischen bzw. japanischen Wörter beibehalten wurde, aber mit den chinesischen Schriftzeichen auch die chinesische Aussprache übernommen wurde.

## Amerikanische Schriften
Beweis einer unabhängigen Schrifterfindung scheint die mittelamerikanische Maya-Schrift zu sein. Bei den Schriftsystemen der Azteken und den Quipus (khipu) der Inkas handelte es sich nicht um eine Vollschrift. Die Zeichen der Rongorongoschrift der Osterinsel (Rapanui) konnten bis heute noch nicht entziffert werden. Neueren Datums sind die Schriften der Cherokees und der Cree. Der Analphabet Sequoyah (ihm zu Ehren haben die Mammutbäume ihren wissenschaftlichen Namen Sequoiadendron giganteum) entwickelte für den Stamm der Cherokee eine Silbenschrift, die sich rasch durchsetzte. Die Schrift der Cree-Indianer wurde von dem Missionar James Evans entworfen und ist ebenfalls eine Silbenschrift, die allerdings keine lateinischen Buchstaben verwendet, sondern bei der durch eine Drehung der einzelnen Elemente die Darstellung verschiedener Silben möglich ist. Diese Schrift wird heute auch von den kanadischen Inuit für ihre Sprache Inuktitut verwendet.